# Nova América da Colina
Nova América da Colina est une municipalité brésilienne située dans l'État du Paraná.